# Langley Kirkwood
Langley Jack Kirkwood, bardziej znany jako Langley Kirkwood (ur. 14 kwietnia 1973 w Bromley, w Anglii) – brytyjski aktor filmowy i telewizyjny i zawodnik triathlonu.

## Filmografia

### Filmy fabularne
- 2004: Kopalnie króla Salomona (King Solomon’s Mines) jako Sergiej
- 2006: Najemnik (Mercenary for Justice) jako Kreuger
- 2008: Doomsday jako porucznik Bryant
- 2009: Ostatnia partia (Endgame) jako Jack Swart
- 2013: Wyścig śmierci 3: Piekło (Death Race: Inferno) jako dr Klein
- 2014: Wybawiciel (The Salvation) jako mężczyzna z brodą
- 2014: Syn Boży (Son of God) jako Dawid

### Seriale TV
- 2005: Charlie Jade jako Porter
- 2010: Wygnańcy (Outcasts) jako Rudi
- 2013: Biblia (The Bible) jako Dawid
- 2013: Banshee jako pułkownik Douglas Stowe
- 2014: Piraci (Black Sails) jako kapitan Bryson
- 2014: Dominion jako Jeep Hanson
- 2015: Banshee jako pułkownik Douglas Stowe